# محبوب خان

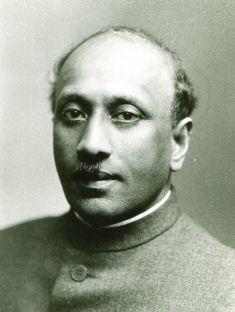
محبوب خان (1887 - 1948)

الشيخ المشايك بيارومير محبوب خان (1887 بارودا ، الهند – 1948 م) كان موسيقيًا كلاسيكيًا هنديًا وشقيقًا أصغر لعناية خان، وأصبح ممثلًا للحركة الصوفية العالمية عند وفاة الأخير في عام 1927.

## الحياة

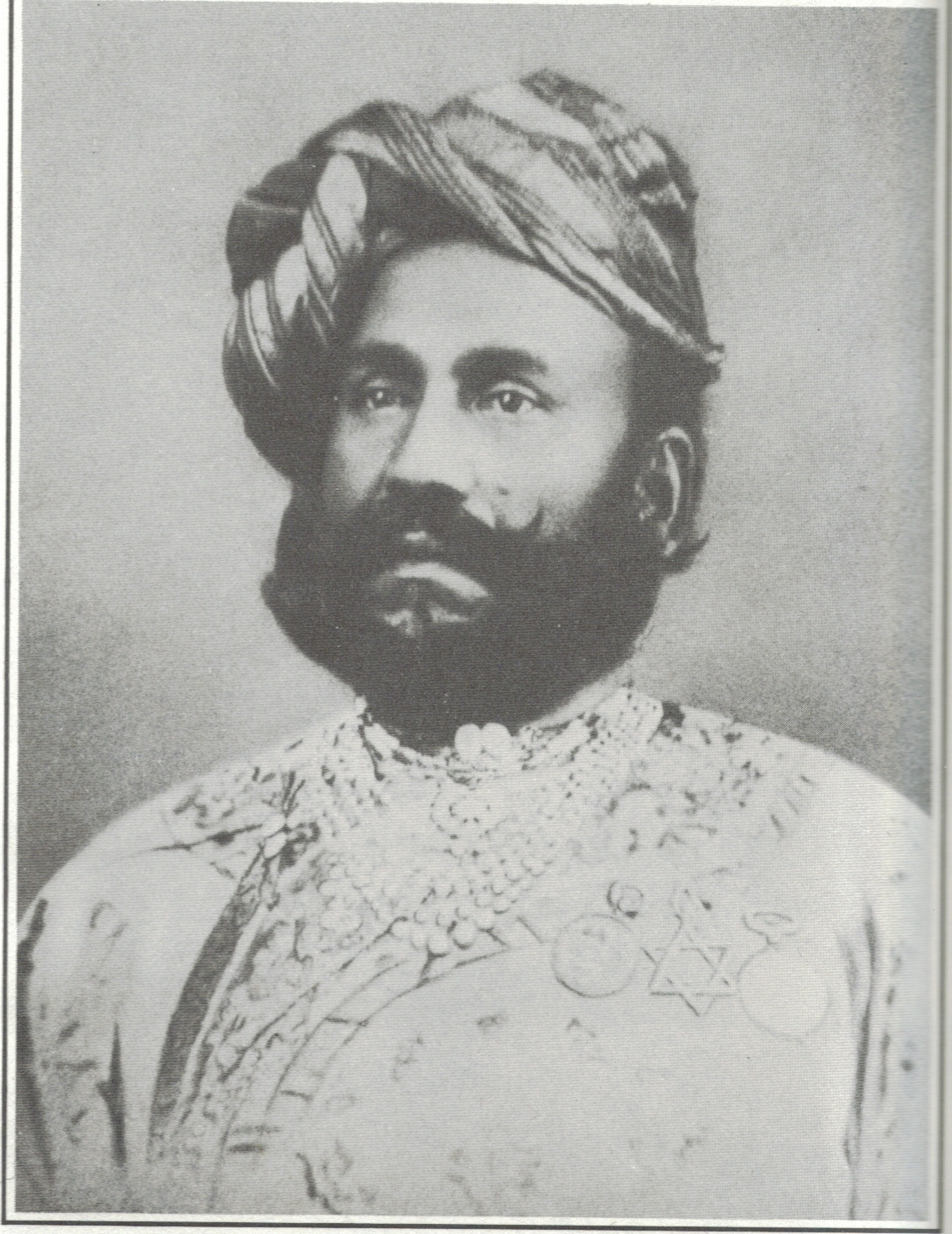
مولى بخش (1833 - 1896)

أدرك جدهم مولانا بخش قدرته على الارتجال، فدرّبه على الموسيقى مع عنابة. مع نموه، تعرض محبوب للموسيقى الأوروبية أكثر مما تعرض له لعناية، وأدار بعض الفرق الموسيقية وأبدى اهتمامًا بالنظرية الموسيقية الغربية.
عندما بدأ عناية السفر من بارودا، عهد إلى محبوب بتعليمه الموسيقي، ولكن عندما أبحر عناية إلى الغرب في عام 1910، رافقه محبوب خان. استقر في لاهاي، وتزوج من تلميذة هولندية، شادبي فان جوينز، التي أنجبت له طفلين، رحيمونيسا ومحمود. دُفن بيارومير محبوب خان وزوجته شادبي محبوب خان فان جوينز وابنتهما رحيمونيسا في قبر واحد في مقبرة عودكي دومين [الإنجليزية] في لاهاي.
في أوروبا، تعلم محبوب التأليف الموسيقي والغناء مع الملحن وعالم الموسيقى إدموند بيلي. كان لدى محبوب صوت قوي بشكل خاص، لكن محبوب، موسيقي، ذكي، مدروس ومنعزل، نادرًا ما كان يغني للآخرين. هناك قصة مفادها أن عناية وشقيقه علي خان كانا يتظاهران أحيانًا بالخروج، ويغلقان الباب الأمامي، ثم ينتظران بهدوء في القاعة الأمامية ليسمعا محبوب وهو يتدرب على الغناء. ألف محبوب أكثر من 60 أغنية مقدسة. قدمت باربرا بلاثرويك، مغنية السوبرانو كولوراتورا، أغانيه في حفلها الموسيقي في عام 1937 في قاعة مدينة نيويورك. قام محبوب بتأليف أغنية مبنية على قصيدة مقدسة لعناية خان عنوانها (قبل أن تُطلق الأحكام) لكنه لم يستطع أن يعرضها على أخيه الذي مات دون أن يسمعها.
عند وفاة عناية خان في عام 1927، تولى محبوب خان مسؤولية قيادة الحركة الصوفية العالمية، وهو المنصب الذي شغله حتى وفاته في عام 1948. لقد حافظ على الرسالة الصوفية خلال صعوبات زمن الحرب العالمية الثانية ويتم تذكره بالحب والاحترام والامتنان.

## روابط خارجية
- محبوب خان (1887-1948) "أغنية الفجر"